# Avenue Tedesco
L'avenue Tedesco est une rue bruxelloise de la commune d'Auderghem, qui relie la place Félix Govaert au rond-point du Souverain sur une longueur de 150 mètres.

## Historique et description
Avec cinq autres voies publiques l’actuelle avenue Tedesco fut aménagée en 1882, lorsque fut érigée la gare d'Auderghem sur la ligne Bruxelles-Tervueren. Elle descendait de la gare vers le centre d’Auderghem, là où se situe actuellement le carrefour boulevard du Souverain / chaussée de Wavre. L’avenue longue de 350 m fut baptisée avenue de la Station le 14 mai 1882.
En 1901, le boulevard du Souverain mis en chantier en amputa la section au-delà de l’actuel rond-point du Souverain et jusqu'à la fin des travaux en 1910, le reste de la rue fut totalement coupé du centre de la commune. Elle ne put donc se développer en artère commerciale. En plus, le transport de personnes vers Bruxelles se faisait désormais par une ligne de tramway directe, réduisant l'importance du chemin de fer.
En 1917, pour éviter des doublons à Bruxelles, on l’appela avenue du Chien Savant (Geleerde Hondlaan). Jadis, la famille Tedesco habitait cette rue et le commerce de grains ainsi que la meunerie du père Tedesco débouchaient dans la rue du Railway. Il s’entendait si bien à dresser ses chiens de garde qu’un de ses chiens, Jules du Moulin (un Berger belge Groenendael), fut à cinq reprises sacré champion du monde.
Mais les riverains estimaient qu'il était humiliant d’habiter dans une avenue portant un
tel nom. À la suite de leur pétition, l’appellation changea en avenue du Départ/Vertreklaan, le 16 juin 1916.
Après la Seconde Guerre mondiale, l’avenue où les Tedesco avaient longtemps habité fut rebaptisée avenue Tedesco, le 5 novembre 1946, en souvenir de ses trois victimes de guerre:
- Yves Charles Tedesco (officier aviateur), né le 17 avril 1920 à Auderghem, tué le 14 juin 1942 en Mer Méditerranée en route vers Malte au sud de la Crète[1] lors de la Seconde Guerre mondiale.
- Gilbert Tedesco (résistant), né le 6 juin 1908 à Saint-Léger, tué en juin 1944 à Breendonk[2] lors de la Seconde Guerre mondiale.
- son épouse Elise Georges (résistante), née le 28 août 1915 à Esch-sur-Alzette au Grand-Duché de Luxembourg, tuée le 14 juillet 1945 à Berlin en Allemagne[2] lors de la Seconde Guerre mondiale.